# Мурильо, Джон
Джо́н Эдуа́рд Мури́льо Рома́нья (исп. Jhon Eduard Murillo Romaña; родился 4 июня 1995 года в Эль-Нула, Венесуэла) — венесуэльский футболист, нападающий мексиканского клуба «Атлетико Сан-Луис», выступающий на правах аренды за «Атлас», и сборной Венесуэлы.

## Клубная карьера
Мурильо — воспитанник клуба «Самора». 22 октября 2012 года в матче против «Льянерос» он дебютировал в венесуэльской Примере. 19 августа 2013 года в поединке против «Депортиво Петаре» Джон забил свой первый гол за «Самору». В 2013 и 2014 годах Мурильо дважды помог команде выиграть чемпионат. 26 марта 2014 года в матче Кубка Либертадорес против парагвайского «Насьоналя» он забил свой первый гол на международном клубном уровне.
17 февраля 2015 года в матче Кубка Либертадорес против уругвайского «Монтевидео Уондерерс» Джон забил гол.
В мае Мурильо подписал пятилетний контракт с португальской «Бенфикой». Для получения игровой практики он сразу же был отдан в аренду в клуб «Тондела». 14 августа в матче против лиссабонского «Спортинга» Джон дебютировал в Сангриш лиге. 3 января 2016 года в поединке против «Риу Аве» он забил свой первый гол за новый клуб.
Летом 2017 года Мурильо на правах аренды перешёл в турецкий «Касымпаша». 12 августа в матче против «Аланьяспора» он дебютировал в турецкой Суперлиге. В поединке против «Ени Малатьяспора» Джон забил свой первый гол за «Касымпашу».

## Международная карьера
В начале 2015 года Мурильо в составе молодёжной сборной Венесуэлы принял участие в молодёжном чемпионате Южной Америки. На турнире он сыграл в матчах против команд Чили, Бразилии, Уругвая и Колумбии.
12 февраля 2015 года в товарищеском матче против сборной Гондураса Джон дебютировал за сборную Венесуэлы. В этом же поединке он забил свой первый гол за национальную команду. В том же году Мурильо попал в заявку на участие в Кубке Америки в Чили. На турнире он был запасным и на поле так и не вышел.

### Голы за сборную Венесуэлы
| #  | Дата            | Место                                | Противник | Счёт | Результат | Соревнование                     |
| -- | --------------- | ------------------------------------ | --------- | ---- | --------- | -------------------------------- |
| 1. | 11 февраля 2015 | Агустин Товар, Баринас, Венесуэла    | Гондурас  | 2:0  | 2:1       | Товарищеский матч                |
| 2. | 5 сентября 2017 | Монументаль, Буэнос-Айрес, Аргентина | Аргентина | 0:1  | 1:1       | Чемпионат мира 2018 квалификация |
| 3. | 5 июня 2019     | Мерседес-Бенц Стэдиум, Атланта, США  | Мексика   | 0:1  | 3:1       | Чемпионат мира 2018 квалификация |

## Достижения
Командные
 «Самора»
- Чемпионат Венесуэлы по футболу — 2012/2013
- Чемпионат Венесуэлы по футболу — 2013/2014